# Cha Jun-hwan
Cha Jun-hwan –en coreano, 차준환– (Seúl, 21 de octubre de 2001) es un deportista surcoreano que compite en patinaje artístico, en la modalidad individual.
Ganó una medalla de plata en el Campeonato Mundial de Patinaje Artístico sobre Hielo de 2023. Participó en dos Juegos Olímpicos de Invierno, en los años 2018 y 2022, ocupando el quinto lugar en Pekín 2022, en la prueba individual.

## Carrera
Comenzó a patinar a los diez años de edad. Su primera competición fue en el nivel júnior en el Campeonato nacional de Corea del Sur de 2011, donde quedó en cuarto lugar y al siguiente año ganó el oro. En el campeonato nacional de 2014 se ubicó en quinto lugar, fue su primera participación en el nivel sénior nacional. Desde 2015 comenzó a entrenar en Toronto, Canadá, con Brian Orser. Su debut internacional en nivel júnior fue en el Autumn Classic de Canadá 2015, donde ganó la medalla de oro. Compitió en el Campeonato Mundial Júnior de 2016, con un séptimo lugar en el programa corto y sexto en el libre, se ubicó en el séptimo lugar general.
En la temporada 2016-2017, Cha hizo su debut en el Grand Prix Júnior. Su primera prueba asignada fue en Japón, donde ganó la medalla de oro con un total combinado de 239.47 puntos. Su siguiente evento fue en Alemania, donde también se hizo con el oro y aseguró un lugar en la final. Al quedar cuarto en su programa corto y tercero en el libre, ganó la medalla de bronce en la final del Grand Prix Júnior de 2016-2017. Más adelante ganó su primer título nacional en el Campeonato surcoreano de patinaje en 2017.
Fue seleccionado para competir por su país en los Juegos Olímpicos de Pieonchang 2018, su participación lo dejó en el lugar 15. En la temporada 2018-2019 Cha ganó la medalla de plata en el Autumn Classic de Canadá y se llevó de nuevo la plata en el Trofeo de Finlandia de la Challenger Series de la ISU, con un total de 239.19 puntos.
Su primera asignación a la serie del Grand Prix en nivel sénior fue el Skate Canada de 2018, donde se ganó la medalla de bronce. Su segundo evento fue el Grand Prix de Helsinki, donde de nuevo logró en bronce con un total de 243.19 puntos. Su participación en la Final del Grand Prix lo dejó con una medalla de bronce.

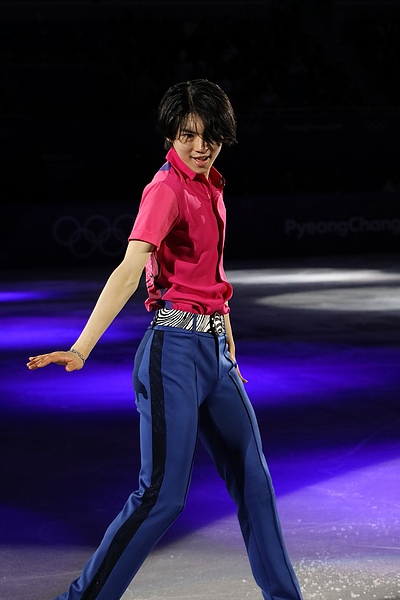
Cha en los Juegos Olímpicos de Pieonchang 2018.

## Palmarés internacional
| Campeonato Mundial | Campeonato Mundial | Campeonato Mundial | Campeonato Mundial |
| Año                | Lugar              | Medalla            | Categoría          |
| ------------------ | ------------------ | ------------------ | ------------------ |
| 2023               | Saitama (Japón)    | Medalla de plata   | Individual         |

### Programas

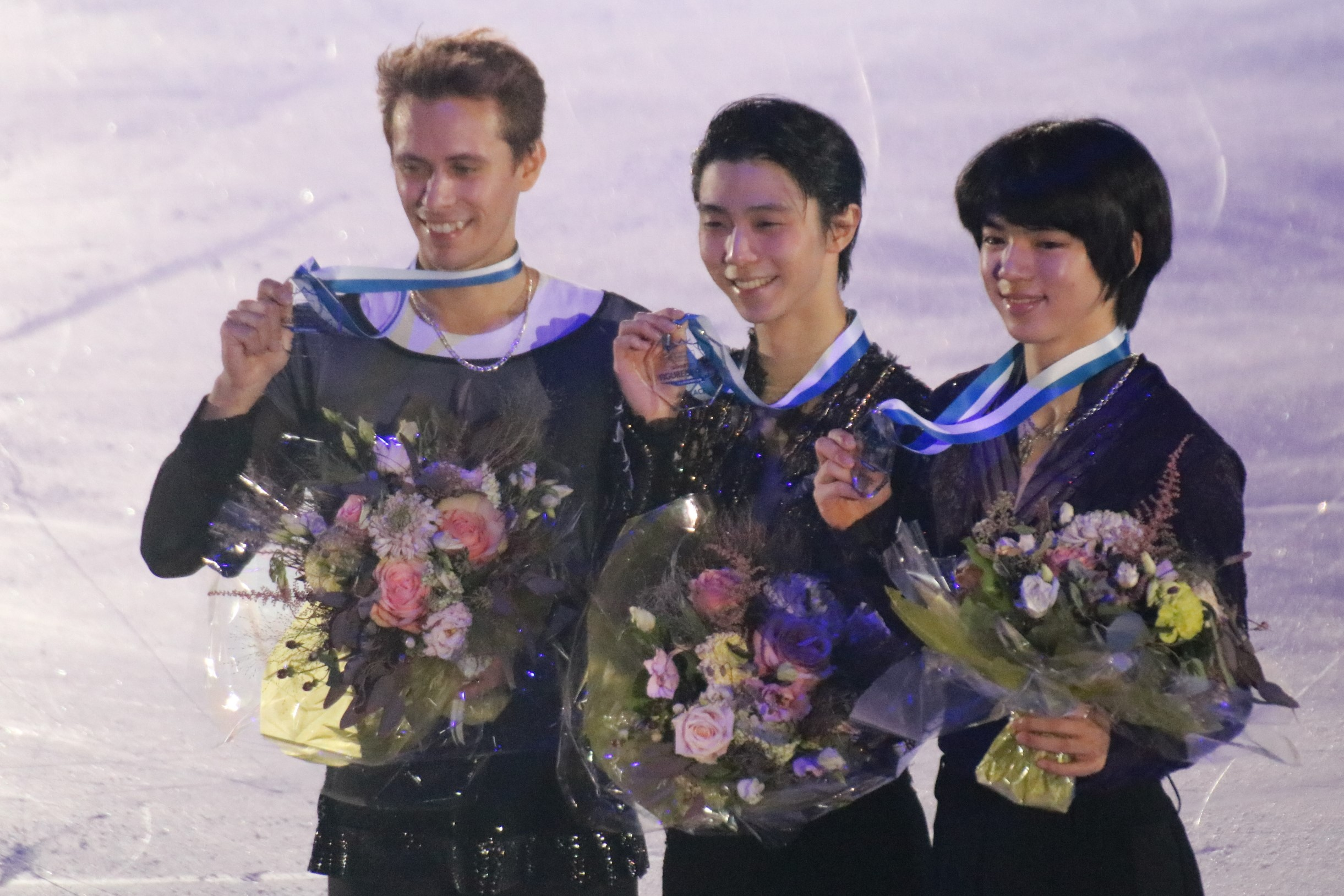
Cha (derecha) en el Grand Prix de Helsinki 2018.

|           | Programa corto | Programa libre                                                                                        | Exhibición                                                                                            |
| --------- | --- | --- | --- |
| 2018-2019 | The Prince de Serguéi Prokófiev (Coreografía de David Wilson)                                                         | Romeo + Juliet de Nellee Hooper, Craig Armstrong, Marius de Vries Young Hearts Run Free               | What a Wonderful World por OneRepublic (Coreografía de David Wilson)                                  |
| 2017–2018 | Gypsy Dance (Don Quijote ballet) de Ludwig Minkus What a Wonderful World de OneRepublic (Coreografía de David Wilson) | Il Postino: The Postman Mi Mancherai de Luis Bacalov, Marco Marinangeli (Coreografía de David Wilson) | Il Postino: The Postman Mi Mancherai de Luis Bacalov, Marco Marinangeli (Coreografía de David Wilson) |
| 2016–2017 | A Chorus Line de Marvin Hamlisch (Coreografía de David Wilson)                                                        | Il Postino: The Postman Mi Mancherai de Luis Bacalov, Marco Marinangeli (Coreografía de David Wilson) | Peanut Butter Jelly de Galantis                                                                       |
| 2015–2016 | Danza macabra de Camille Saint-Saëns                                                                                  | El lago de los cisnes de Piotr Ilich Chaikovski (Coreografía de Kenji Miyamoto)                       | One Day I'll Fly Away de Moulin Rouge!                                                                |
| 2014–2015 | Danza macabra de Camille Saint-Saëns                                                                                  | Concierto para piano n.º 3 de Serguéi Rajmáninov                                                      | One Day I'll Fly Away de Moulin Rouge!                                                                |
| 2013–2014 | Sonata para piano n.º 14 de Ludwig van Beethoven                                                                      | Tocata y fuga en re menor de Johann Sebastian Bach                                                    | |
| 2012–2013 | Impromptu Fantasía (Chopin) de Robert Wells                                                                           | La momia (película) de Jerry Goldsmith Strictly Ballroom de David Hirschfelder                        | Gopher Mambo de Yma Sumac                                                                             |
| 2011–2012 | Impromptu Fantasía (Chopin) de Robert Wells (Coreografía de Kenji Miyamoto)                                           | St. Louis Blues Mambo de Pérez Prado                                                                  | Concierto para piano n.º 2 de Serguéi Rajmáninov                                                      |
| 2010–2011 | Concierto para piano n.º 2 de Serguéi Rajmáninov (Coreografía de Kenji Miyamoto)                                      | Strictly Ballroom de David Hirschfelder (Coreografía de Kenji Miyamoto)                               | La cumparsita de Gerardo Matos Rodríguez                                                              |

### Resultados detallados

#### Nivel sénior
- Las mejores marcas personales aparecen en negrita

| Temporada 2018-2019         | Temporada 2018-2019                                          | Temporada 2018-2019 | Temporada 2018-2019 | Temporada 2018-2019 |
| Fecha                       | Evento                                                       | Programa corto      | Programa libre      | Total               |
| --------------------------- | ------------------------------------------------------------ | ------------------- | ------------------- | ------------------- |
| 18–24 de marzo de 2019      | Campeonato Mundial de Patinaje Artístico sobre Hielo de 2019 | 18 79.17            | 18 150.09           | 19 229.26           |
| 7-10 de febrero de 2019     | Campeonato de los Cuatro Continentes 2019                    | 2 97.33             | 8 158.50            | 6 255.83            |
| 9–13 de enero de 2019       | Campeonato Nacional de Corea del Sur 2019                    | 1 89.12             | 1 156.40            | 1 245.52            |
| 6–9 de diciembre de 2018    | Final del Grand Prix 2018-2019                               | 4 89.07             | 3 174.42            | 3 263.49            |
| 2–4 de noviembre de 2018    | Grand Prix de Helsinki 2018                                  | 4 82.82             | 3 160.37            | 3 243.19            |
| 26–28 de octubre de 2018    | Skate Canada International 2018                              | 3 88.86             | 3 165.91            | 3 254.77            |
| 4–7 de octubre de 2018      | CS Trofeo de Finlandia 2018                                  | 2 84.67             | 2 154.52            | 2 239.19            |
| 20–22 de septiembre de 2018 | CS Autumn Classic International de 2018                      | 2 90.56             | 1 169.22            | 2 259.78            |
| Temporada 2017-2018         |                                                              |                     |                     |                     |
| Fecha                       | Evento                                                       | Programa corto      | Programa libre      | Total               |
| 14–23 de febrero de 2018    | Juegos Olímpicos de invierno 2018 (individual)               | 15 83.43            | 14 165.16           | 15 248.59           |
| 9–12 de febrero de 2018     | Juegos Olímpicos de invierno 2018 (equipos)                  | 6 77.70             | –                   | 9                   |
| 5–7 de enero de 2018        | Campeonato nacional de patinaje de Corea del Sur 2018        | 1 84.05             | 1 168.60            | 1 252.65            |
| 3–5 de noviembre de 2017    | Skate Canada International 2017                              | 11 68.46            | 8 141.86            | 9 210.32            |

#### Nivel júnior
| Temporada 2016-2017        | Temporada 2016-2017                                   | Temporada 2016-2017 | Temporada 2016-2017 | Temporada 2016-2017 | Temporada 2016-2017 |
| Fecha                      | Evento                                                | Nivel               | Programa corto      | Programa libre      | Total               |
| -------------------------- | ----------------------------------------------------- | ------------------- | ------------------- | ------------------- | ------------------- |
| 15–19 de marzo de 2017     | Campeonato Mundial Júnior de 2017                     | Júnior              | 2 82.34             | 6 160.11            | 5 242.45            |
| 6–8 de enero de 2017       | Campeonato nacional de patinaje de Corea del Sur 2017 | Sénior              | 1 81.83             | 1 157.24            | 1 238.07            |
| 8–11 de diciembre de 2016  | Final del Grand Prix Júnior 2016-2017                 | Júnior              | 4 71.84             | 3 153.70            | 3 225.55            |
| 5–9 de octubre de 2016     | Grand Prix Júnior de Alemania 2016                    | Júnior              | 1 76.82             | 1 143.72            | 1 220.54            |
| 8–11 de septiembre de 2016 | Grand Prix Júnior de Japón 2016                       | Júnior              | 2 79.34             | 1 160.13            | 1 239.47            |
| Temporada 2015-2016        |                                                       |                     |                     |                     |                     |
| Fecha                      | Evento                                                | Nivel               | Programa corto      | Programa libre      | Total               |
| 14–20 de marzo de 2016     | Campeonato Mundial Júnior de 2016                     | Júnior              | 7 74.38             | 6 132.73            | 7 207.11            |
| 12–21 de febrero de 2016   | Juegos Olímpicos de la Juventud 2016 (equipos)        | Júnior              | - -                 | 3 139.97            | 6                   |
| 12–21 de febrero de 2016   | Juegos Olímpicos de la Juventud 2016                  | Júnior              | 4 68.76             | 5 130.14            | 5 198.90            |
| 8–10 de enero de 2016      | Campeonato nacional de Corea del Sur 2016             | Sénior              | 4 58.60             | 3 131.38            | 3 189.98            |
| 12–15 de octubre de 2015   | Autumn Classic de 2015                                | Júnior              | 1 65.48             | 1 132.96            | 1 198.44            |

## Filmografía

### Programas de variedades
| Año  | Título      | Red | Notas                     |
| ---- | ----------- | --- | ------------------------- |
| 2022 | Running Man | SBS | (ep. #595-596) - invitada |